# Csupaszfejű majna
A csupaszfejű majna (Sarcops calvus)  a madarak osztályának verébalakúak (Passeriformes) rendjébe és a seregélyfélék (Sturnidae) családjába tartozó Sarcops nem egyetlen faja.

## Rendszerezése
A fajt Carl von Linné svéd természettudós írta le 1903-ban, a Gracula nembe Gracula calva néven.

## Alfajai
- Sarcops calvus calvus (Linnaeus, 1766) - a Fülöp-szigetek északi szigetei
- Sarcops calvus melanonotus (Ogilvie-Grant, 1906) - a Fülöp-szigetek középső és déli része
- Sarcops calvus lowii (Sharpe, 1877) - a Sulu-szigetek

## Előfordulása
A Fülöp-szigetek területén honos. Természetes élőhelyei a szubtrópusi vagy trópusi száraz erdők, síkvidéki és hegyi esőerdők, valamint ültetvények és másodlagos erdők. Állandó, nem vonuló faj.

## Megjelenése
Testhossza 27 centiméter, testtömege 120-170 gramm.

## Természetvédelmi helyzete
Az elterjedési területe nagyon nagy, egyedszáma viszont ismeretlen. A Természetvédelmi Világszövetség Vörös listáján nem fenyegetett fajként szerepel.